# Фролов, Николай Григорьевич
Николай Григорьевич Фролов (1812  — 15 января 1855) — русский географ и издатель.

## Биография
В 1819 году был принят в пажеский корпус, откуда в 1830 г. выпущен прапорщиком в лейб-гвардии семёновский полк; в 1834 году, увлёкшись научными занятиями, вышел в отставку и отправился в Дерптский университет, а оттуда в Германию. Посетив несколько университетов, Фролов в 1837 году слушал курсы истории, философии и естественно-исторических наук в Берлине. В это время около него и его жены группировался кружок молодых русских, учившихся в Берлине: Грановский, Тургенев, Бакунин и др. Увлекательные лекции географа Риттера имели решающее значение для дальнейших занятий Фролова.
Вернувшись в 1847 году в Россию, Фролов решил посвятить себя распространению точных сведений по тогда ещё совершенно новой науке сравнительного землеведения. В 1852 году он начал издавать журнал «Магазин землеведения и путешествий». При жизни Фролова вышло три тома издания.
Им же был сделан перевод Гумбольдтова «Космоса» и снабжён пояснительными примечаниями и дополнениями. Кроме того, он поместил в журнале «Современник» несколько глав из предполагавшегося обширного сочинения о первых путешествиях Гумбольдта, но этот труд остался неоконченным.
Умер в поместье Рубанка Конотопского уезда Черниговской губернии и был похоронен на сельском кладбище.

## Личная жизнь
Первая жена (с 26.10.1836, Штутгарт) — Елизавета Павловна Галахова (23.12.1799—05.09.1844), дочь действительного статского советника Павла Александровича Галахова от первого брака с Варварой Федоровной Васильевой; сестра генерала А. П. Галахова. Родилась в Петербурге, крещена 4 января 1800 года в церкви Сергия Радонежского, крестница графа А. И. Васильева и Г. И. Ржевской. Из-за слабого здоровья проживала в Мангейме, где поддерживала дружеские отношения с герцогиней Стефанией Баденской. Через брата познакомилась с Фроловым и в Штутгарте вышла за него замуж. Вскоре после свадьбы переехала с мужем в Берлин, где Фролов слушал лекции в Берлинском университете. Елизавета Павловна организовала в Берлине литературно-философский салон, ставший в конце 1830-х — начале 1840-х годов центром культурной жизни русской колонии в Берлине. Тургенев, встречавшийся с ней за границей, писал: «Г-жа Фролова была женщина очень замечательная. Уже не молодая, с здоровьем совершенно расстроенным, не красивая, она невольно привлекала своим тонким умом и грацией. Она обладала талантом заставить человека чувствовать себя непринужденно, сама говорила немного, но каждое слово её не забывалось. В ней было много наблюдательности и понимания людей. Русского в ней было мало, она скорей походила на француженку немного старого режима». Скончалась от чахотки во Флоренции и была похоронена на кладбище Пинти.

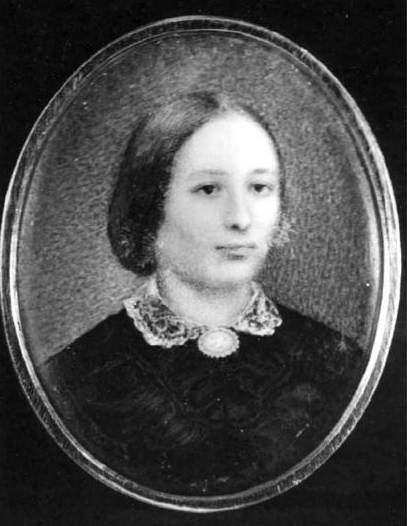
Мария Станкевич

Вторая жена (с 1850) — Мария Владимировна Станкевич (02.12.1822—16.08.1850), сестра Н. В. Станкевича; «из всей семьи нашей она особенно выдавалась своими разнообразными талантами, — писала А. В. Щепкина, — с годами она становилась всё интереснее, у неё проявлялись новые способности, был замечен её прекрасный голос и способность хорошо рисовать, также легко владела она стихом и переводом». Брак её был скоротечным, она вышла замуж за Фролова, несмотря на попытки её отца отложить свадьбу, и вскоре скончалась от чахотки.
Третья жена (с 1852) — Анна Евгеньевна Кромида (06.09.1823—20.04.1898), внучка богатого грека Г. С. Кромиды; двоюродная сестра (по матери) и друг Т. И. Грановского. В первом браке — за А. М. Дараганом, их дочь Мария (ум. 1877) была замужем за К. А. Рачинским. Похоронена в поместье Рубанка.

## Сочинения
- Александр фон Гумбольдт и его Космос. — СПб., 1847—1848